# Antonio Pavan
Antonio Pavan (Venezia, 2 maggio 1894 – Treviso, 24 gennaio 1953) è stato un politico italiano.

## Biografia
Esponente veneziano della Democrazia Cristiana, è candidato alla Camera dei deputati alle elezioni politiche del 1948, senza risultare eletto. Entrò in parlamento il 14 marzo 1951 (convalida il 10 maggio successivo) subentrando ad Angelo Visentin che era deceduto il 2 marzo precedente. Anche Pavan morì improvvisamente prima della fine della legislatura nella sua casa di Treviso, il 24 gennaio 1953, venendo sostituito da Ida d'Este.